# ماسانوری سرا
ماسانوری سرا (ژاپنی: 世良公則؛ زادهٔ ۱۴ دسامبر ۱۹۵۵) بازیگر، خواننده اهل ژاپن است.